# Charles Carey
Charles Carey (* vor 1960) ist ein US-amerikanischer Wissenschaftler, Filmregisseur, Filmproduzent und Autor, der 1961 für den Dokumentar-Kurzfilm George Grosz’ Interregnum für einen Oscar nominiert war. 

## Lebensnotizen
Carey war ein Wissenschaftler, der für die 1948 gegründete RAND Corporation als Kommunikationsspezialist tätig war, sowie für die UCLA in der Abteilung für Psychologie und im Institut für öffentliche Angelegenheiten, zudem war er Präsident von Educational Communications.
Carey trat im Filmbereich mit nur zwei Arbeiten in Erscheinung. Zum einen 1960 mit dem Dokumentar-Kurzfilm George Grosz’ Interregnum über den Künstler George Grosz und dessen Arbeiten, den er zusammen mit seiner damaligen Frau Altina Schinasi-Carey produzierte, zum anderen mit dem acht Jahre später gedrehten Dokumentarfilm Operation Bootstrap. Auch bei diesem Film arbeitete Carey eng mit seiner Frau Altina Carey zusammen, einer renommierten bildenden Künstlerin, die aus der Schinasi Tabakdynastie stammte. Der Dokumentarfilm, der die wirtschaftliche Entwicklung eines benachteiligten Viertels im Süden von Los Angeles einfängt, war 2019 Teil des UCLA Festivals of Preservation. Im Film geht es auch um Rassismus und seine Folgen und die Missachtung der Menschlichkeit.
Für den Kurzfilm George Grosz’ Interregnum waren Carey und seine Frau Altina als Produzenten für einen Oscar nominiert, der jedoch an James Hill und den britischen Film Giuseppina ging, der an einer Tankstelle spielt, an der Giuseppina, die kleine Tochter des Tankstellenpächters die Leute für sich einnehmen kann. 

## Filmografie (Auswahl)
- 1960: George Grosz’ Interregnum (Dokumentar-Kurzfilm; Produzent)
- 1968: Operation Bootstrap (Dokumentarfilm; Regie, Produzent, Autor)

## Auszeichnung
Oscarverleihung 1961
- Nominierung für Charles und Altina Carey in der Kategorie „Bester Dokumentar-Kurzfilm“ mit George Grosz’ Interregnum